# 530 (szám)
Az 530 (római számmal: DXXX) egy természetes szám, szfenikus szám, a 2, az 5 és az 53 szorzata.

## A szám a matematikában
A tízes számrendszerbeli 530-as a kettes számrendszerben 1000010010, a nyolcas számrendszerben 1022, a tizenhatos számrendszerben 212 alakban írható fel.
Az 530 páros szám, összetett szám, azon belül szfenikus szám, kanonikus alakban a 21 · 51 · 531 szorzattal, normálalakban az 5,3 · 102 szorzattal írható fel. Nyolc osztója van a természetes számok halmazán, ezek növekvő sorrendben: 1, 2, 5, 10, 53, 106, 265 és 530.
Érinthetetlen szám: nem áll elő pozitív egész számok valódiosztóösszeg-függvényeként.
Az 530 négyzete 280 900, köbe 148 877 000, négyzetgyöke 23,02173, köbgyöke 8,09267, reciproka 0,0018868. Az 530 egység sugarú kör kerülete 3330,08821 egység, területe 882 473,37639 területegység; az 530 egység sugarú gömb térfogata 623 614 519,3 térfogategység.